# 2010년 동계 올림픽 리투아니아 선수단
2010년 동계 올림픽 리투아니아 선수단은 캐나다 밴쿠버에서 개최된 2010년 동계 올림픽에 참가한 올림픽 리투아니아 선수단이다.

## 알파인 스키
- 비탈리우스 루미안세바스

## 바이애슬론
- 다이애나 라시모비시우테

## 크로스 컨트리 스키
- 맨터스 스톨리아
- 알렉세우스 노보셀스키스
- 모데스타스 베이시우리스
- 이리나 테레톄브나